# Transmissions (Starset)
Transmissions è il primo album in studio del gruppo musicale statunitense Starset, pubblicato l'8 luglio 2014 dalla Razor & Tie.

## Tracce
1. First Light – 1:24 (testo: Dustin Bates – musica: Logan Mader)
2. Down with the Fallen – 4:17 (testo: Dustin Bates, Paul Trust – musica: Dustin Bates, Paul Trust, Josh Baker, Joe Rickard)
3. Halo – 3:45 (testo: Dustin Bates – musica: Dustin Bates, Rob Hawkins)
4. Carnivore – 4:22 (testo: Dustin Bates – musica: Dustin Bates, Rob Hawkins, Rob Graves)
5. Telescope – 5:31 (testo: Dustin Bates – musica: Dustin Bates, Josh Baker, Joe Rickard)
6. It Has Begun – 5:16 (testo: Dustin Bates – musica: Dustin Bates, Josh Baker, Rob Graves)
7. My Demons – 4:48 (testo: Dustin Bates, Steve Aiello – musica: Dustin Bates, Steve Aiello, Rob Graves)
8. Antigravity – 6:09 (testo: Dustin Bates – musica: Dustin Bates, Josh Baker, Joe Rickard)
9. Dark on Me – 5:38 (testo: Dustin Bates, Paul Trust – musica: Dustin Bates, Paul Trust, Rob Graves)
10. Let It Die – 4:32 (testo: Dustin Bates – musica: Dustin Bates, Mark Holman)
11. The Future Is Now – 4:45 (testo: Dustin Bates – musica: Dustin Bates, Rob Graves)
12. Point of No Return – 3:39 (Dustin Bates, Rob Hawkins, Rob Graves, Alan Powell)
13. Rise and Fall – 5:54 (testo: Dustin Bates – musica: Dustin Bates, Josh Baker, Joe Rickard)

Tracce bonus nell'edizione deluxe digitale
1. My Demons (Acoustic) – 3:34 (testo: Dustin Bates, Steve Aiello – musica: Dustin Bates, Steve Aiello, Rob Graves)
2. Halo (Acoustic) – 3:36 (testo: Dustin Bates – musica: Dustin Bates, Rob Hawkins)
3. Point of No Return (Acoustic) – 3:56 (Dustin Bates, Rob Hawkins, Rob Graves, Alan Powell)
4. Let It Die (Acoustic) – 3:15 (testo: Dustin Bates – musica: Dustin Bates, Mark Holman)
5. My Demons (Synchronice Remix) – 3:53 (testo: Dustin Bates, Steve Aiello – musica: Dustin Bates, Steve Aiello, Rob Graves)
6. Let It Die (Maniac Agenda Remix) – 7:32 (testo: Dustin Bates – musica: Dustin Bates, Mark Holman)
7. Telescope (EmoTek Remix) – 7:00 (testo: Dustin Bates – musica: Dustin Bates, Josh Baker, Joe Rickard)
8. My Demons (Video) – 3:41 (testo: Dustin Bates, Steve Aiello – musica: Dustin Bates, Steve Aiello, Rob Graves)
9. Carnivore (Video) – 3:08 (testo: Dustin Bates – musica: Dustin Bates, Rob Hawkins, Rob Graves)
10. Halo (Video) – 3:55 (testo: Dustin Bates – musica: Dustin Bates, Rob Hawkins)

## Formazione
Hanno partecipato alle registrazioni, secondo le note di copertina:
Musicisti
- Dustin Bates – voce, chitarra
- Rob Graves – programmazione, chitarra, arrangiamento strumenti ad arco
- Alex Niceford – programmazione
- Chris Flury – programmazione
- Rob Hawkins – programmazione
- Josh Baker – programmazione, chitarra
- Joe Rickard – programmazione, batteria
- David Davidson – arrangiamento strumenti ad arco, violino
- David Angell – violino
- Monisa Angell – viola
- John Catchings – violoncello
- Miles McPherson – batteria aggiuntiva (traccia 9)

Produzione
- Rob Graves – produzione, missaggio, ingegneria del suono
- Paul Pavao – missaggio
- Maor Appelbaum – mastering
- Ben Schmitt – ingegneria del suono
- Brian Virtue – ingegneria parti di batteria
- Baheo "Bobby" Shin – ingegneria strumenti ad arco

## Classifiche
| Classifica (2014)         | Posizione massima |
| ------------------------- | ----------------- |
| Stati Uniti               | 49                |
| Stati Uniti (alternative) | 12                |
| Stati Uniti (hard rock)   | 5                 |
| Stati Uniti (rock)        | 16                |